# Svartvik
Svartvik är en tätort i Sundsvalls kommun belägen vid Sundvallskusten och Ljungans utlopp i Östersjön. 

## Historia
Platsen gjorde den lämplig för tidig trävaruindustri när man lät älvarna sköta timmertransportena. Den förädlade råvaran fraktade man sedan på fartyg. 
Tidigare låg här en sulfitfabrik.

### Befolkningsutveckling

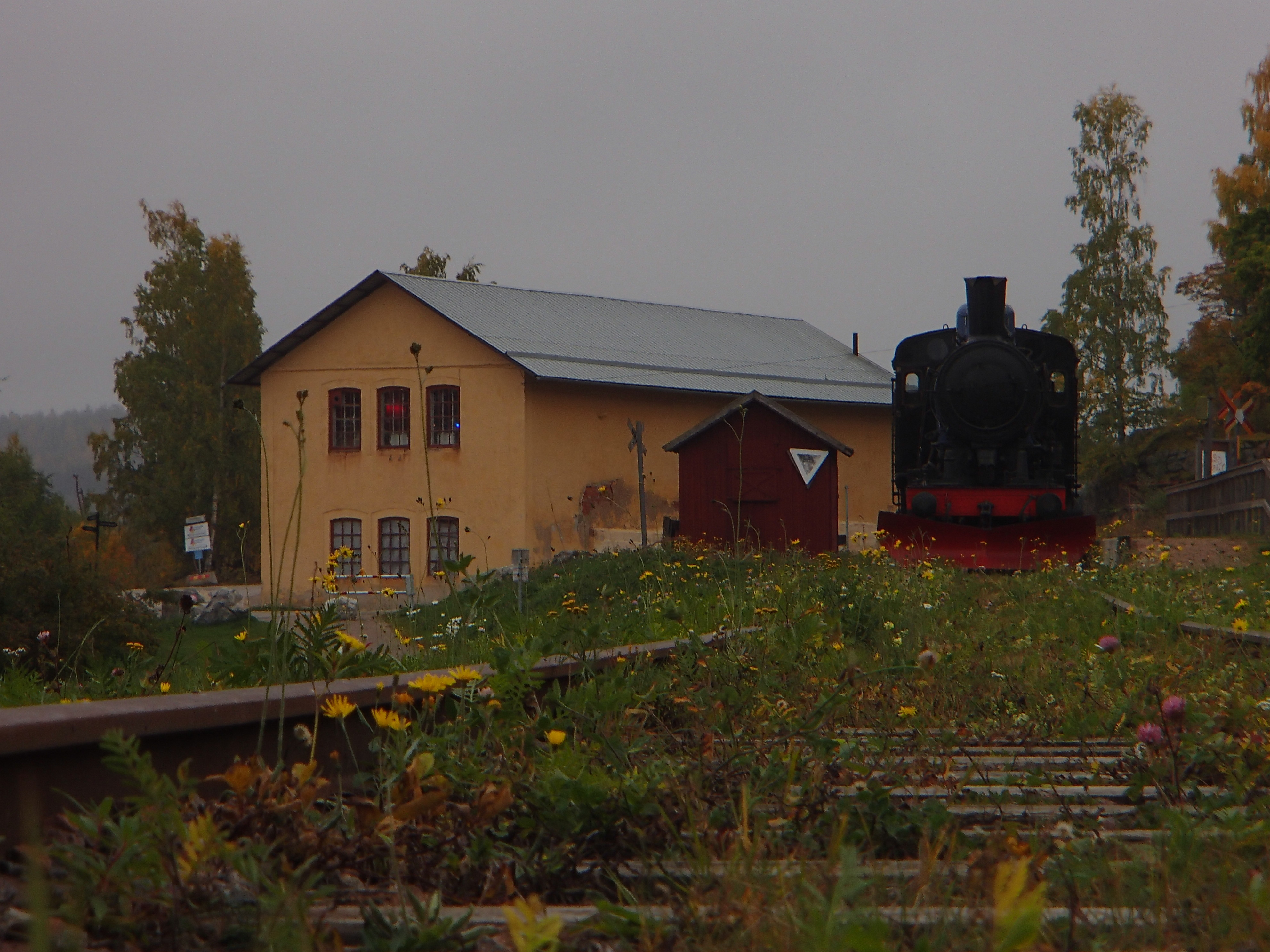
Ostkustbanans vänners lokstall i Svartvik.

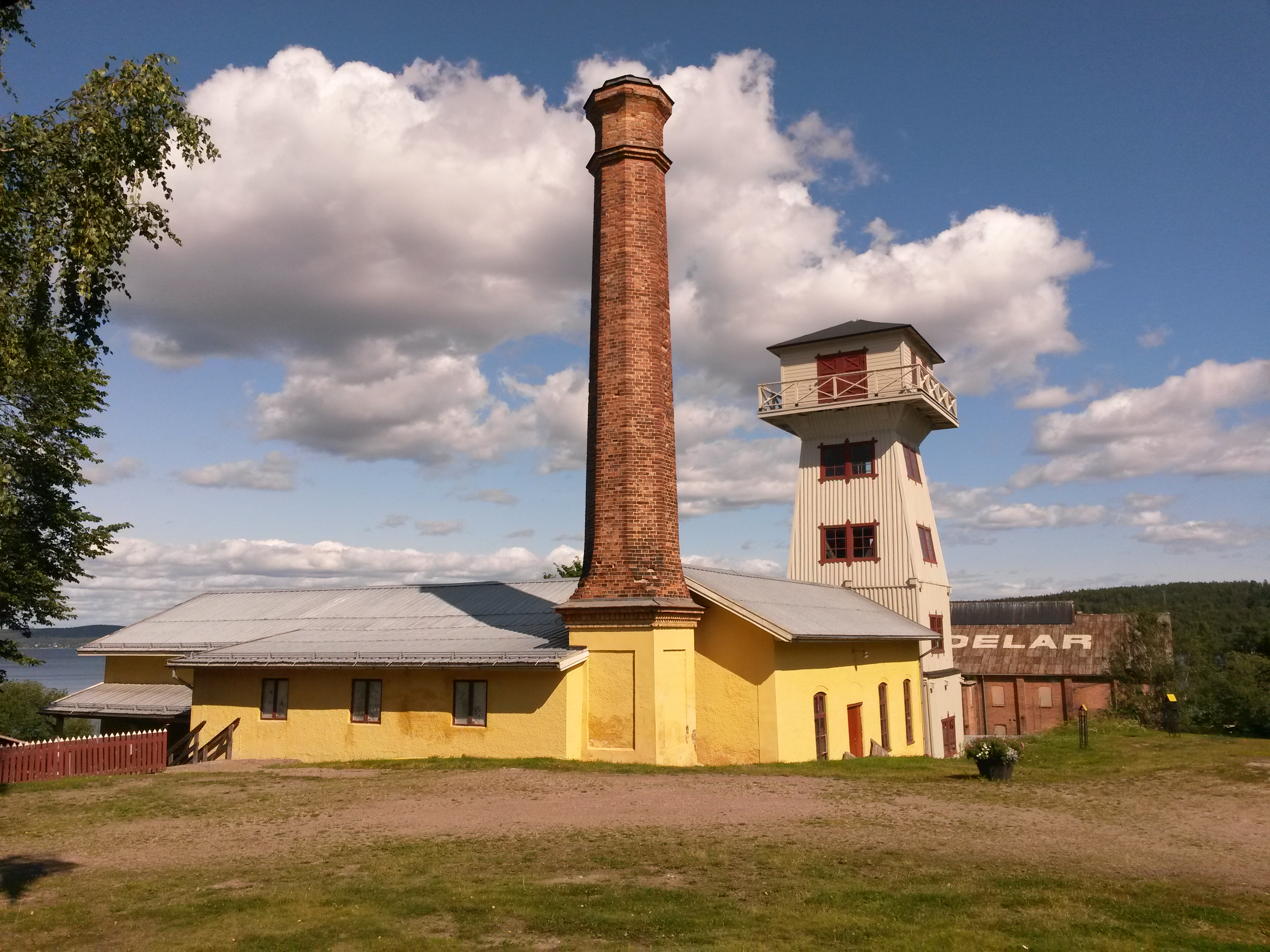
Verkstadsbyggnader med vattentorn på arbetslivsmuseet "Svartviks industriminnen".

| Befolkningsutvecklingen i Svartvik 1960–2020                 | Befolkningsutvecklingen i Svartvik 1960–2020 | Befolkningsutvecklingen i Svartvik 1960–2020 | Befolkningsutvecklingen i Svartvik 1960–2020 | Befolkningsutvecklingen i Svartvik 1960–2020 |
| ------------------------------------------------------------ | -------------------------------------------- | -------------------------------------------- | -------------------------------------------- | -------------------------------------------- |
|                                                              |                                              |                                              |                                              |                                              |
| År                                                           |                                              |                                              | Folkmängd                                    | Areal (ha)                                   |
| 1960                                                         | 1960                                         |                                              | 1 042                                        |                                              |
| 1965                                                         | 1965                                         |                                              | 1 018                                        |                                              |
| 1970                                                         | 1970                                         |                                              | 1 014                                        |                                              |
| 1975                                                         | 1975                                         |                                              | 1 065                                        |                                              |
| 1980                                                         | 1980                                         |                                              | 1 049                                        |                                              |
| 1990                                                         | 1990                                         |                                              | 1 036                                        | 134                                          |
| 1995                                                         | 1995                                         |                                              | 1 021                                        | 136                                          |
| 2000                                                         | 2000                                         |                                              | 999                                          | 136                                          |
| 2005                                                         | 2005                                         |                                              | 991                                          | 136                                          |
| 2010                                                         | 2010                                         |                                              | 949                                          | 135                                          |
| 2018                                                         | 2018                                         |                                              | 974                                          | 112                                          |
| 2020                                                         | 2020                                         |                                              | 829                                          | 80                                           |
| Anm.: 2015 sammanvuxen med Kvissleby. 2018 åter egen tätort. |                                              |                                              |                                              |                                              |